# Stifterbild (Riedlingen)

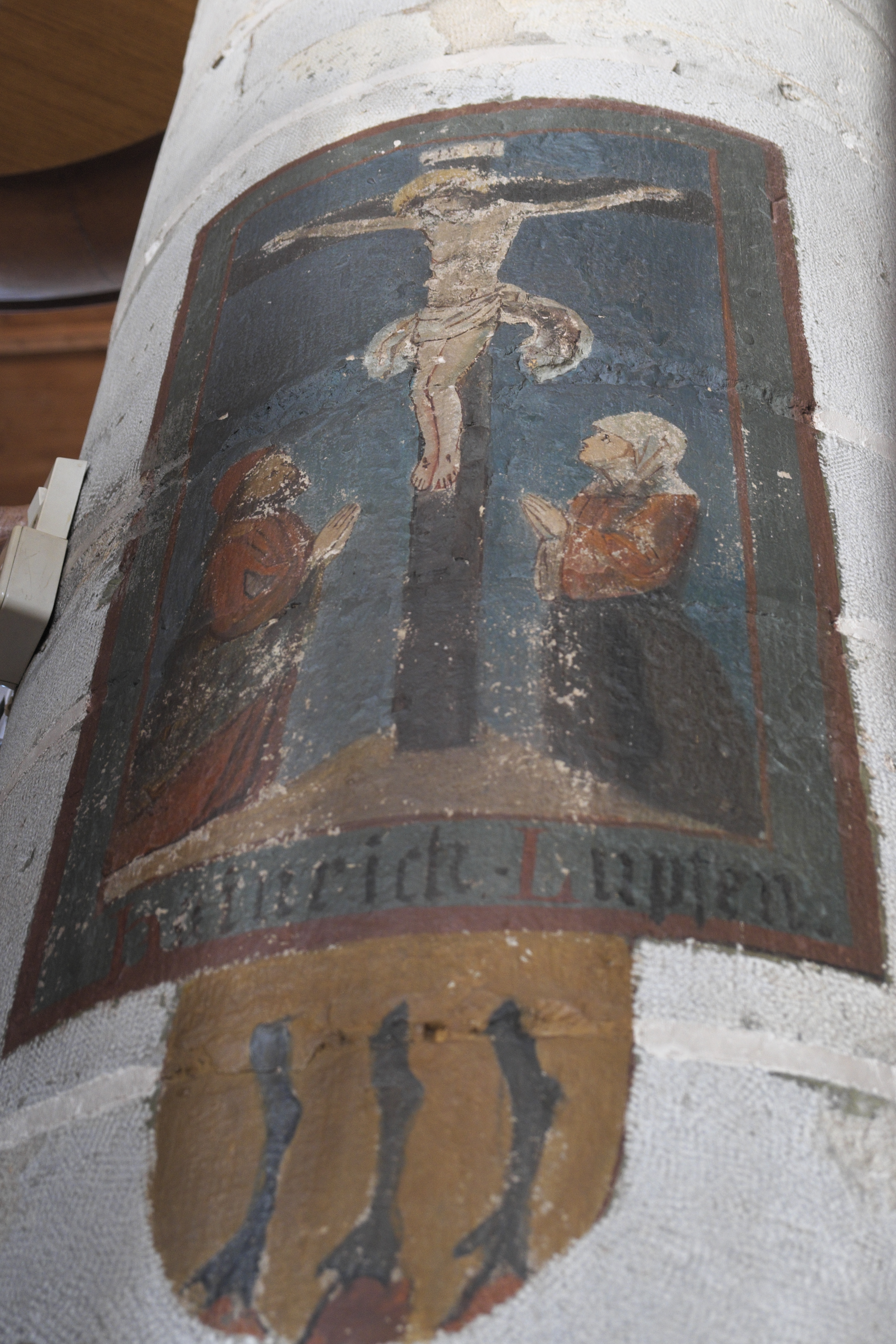
Stifterbild in Riedlingen

Das Stifterbild in der katholischen Stadtpfarrkirche St. Georg in Riedlingen, einer Stadt im Landkreis Biberach am Südrand der Schwäbischen Alb an der Donau in Baden-Württemberg, wurde im 15. Jahrhundert geschaffen. 
Am Kanzelpfeiler sind Heinrich Lupf und seine Ehefrau als Stifter aufgemalt. Betend knien sie links und rechts zu Fuße des Kruzifixes und schauen zu Jesus auf. Darunter ist die Inschrift „Heinrich Lupfen“ und das Wappen der Familie angebracht. 